# Cagayan de Oro

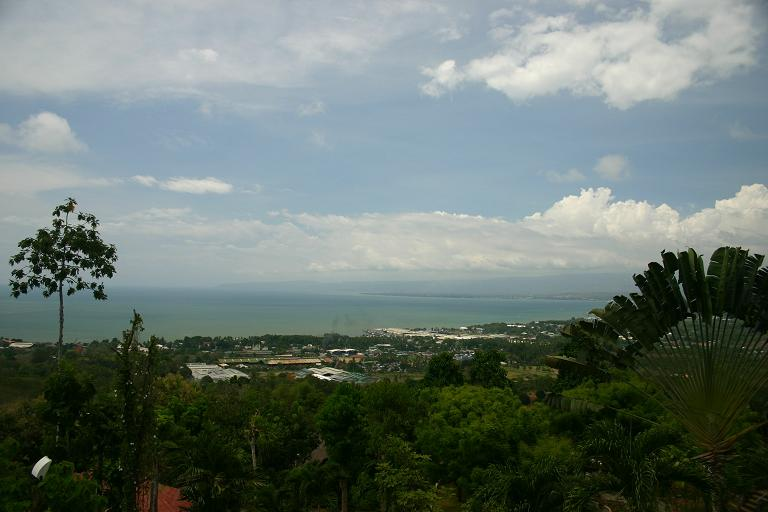
Cagayan de Oro City

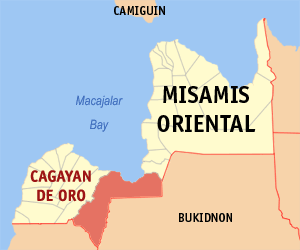
Cagayan de Oro Citys läge i Misamis Oriental

Cagayan de Oro City är en stad på ön Mindanao i Filippinerna. Den är administrativ huvudort för provinsen Misamis Oriental samt regionen Norra Mindanao och hade 553 966 invånare vid folkräkningen 2007, vilket gör den till en av de största städerna i landet utanför Metro Manila.
Staden är indelad i 80 smådistrikt, barangayer, varav samtliga är klassificerade som urbana.